# Steel de Chicago
Le Steel de Chicago est une franchise amatrice de hockey sur glace situé à Geneva dans l'agglomération de Chicago, dans État de l'Illinois aux États-Unis. Elle est dans la division est de USHL. L'équipe était précédemment basée à la Edge Ice Arena de Bensenville (comté de DuPage) entre 2000 et 2015.

## Historique
L'équipe a été créé en 2000 après le déménagement des Ice Sharks de Fargo-Moorhead.